# Isla Sur

Bandera propuesta de Isla Sur (Nueva Zelanda)

La isla Sur (en inglés: South Island) es una de las dos islas mayores que componen Nueva Zelanda. Se encuentra separada de la isla Norte por el estrecho de Cook. El nombre maorí para esta isla es Te Wai Pounamu (‘las aguas de piedra verde’) o Te Waka o Aoraki (‘la canoa de Aoraki’).
Tiene un área de 151 215 km², ocupando el duodécimo puesto dentro de las islas más grandes del mundo, siendo además la mayor de las que componen el archipiélago neocelandés. Está atravesada en dirección noreste a suroeste por una cadena montañosa llamada Alpes del Sur, siendo el monte Cook el pico más alto del país.

## Nombre y uso

La isla Sur (geografía política que incluye la isla Stewart / Rakiura y las islas más pequeñas de los alrededores), en relación con la isla Norte.

En el siglo XIX, algunos mapas identificaban la isla Sur como Isla del Medio o Nuevo Munster, y el nombre Isla Sur o Nuevo Leinster se utilizaba para la actual isla Stewart / Rakiura. En 1907, el ministro de Tierras dio instrucciones al Departamento de Tierras y Agrimensura para que el nombre de Isla del Medio no se utilizara en el futuro. «En todos los casos se utilizará el de Isla Sur».
Aunque la isla había sido conocida como isla Sur durante muchos años, en 2009 la Junta Geográfica de Nueva Zelanda determinó que, junto con la isla Norte, la isla Sur no tenía nombre oficial. Tras una consulta pública, la junta nombró oficialmente la isla Sur o Te Waipounamu en octubre de 2013.
Se dice que significa «el agua(s) de Greenstone», Te Waipounamu posiblemente evolucionó de Te Wāhi Pounamu («el lugar de Greenstone»). La isla también es conocida como Te Waka a Māui que significa «Canoa de Māui». En algunas aliteraciones modernas de leyendas maoríes, la isla Sur existió primero, como el barco de Māui, mientras que la isla Norte era el pez que él pescaba. Varias iwi maoríes utilizan a veces nombres diferentes, y algunas prefieren llamar a la isla Sur Te Waka o Aoraki, en referencia a otra leyenda maorí llamada la historia de Aoraki, ya que después de la creación del mundo, Aoraki y sus tres hermanos bajaron en una waka para visitar a su madre, Papatūānuku la madre tierra, sólo para estrellarse después de no realizar un karakia en su camino de regreso a casa a su padre, Ranginui (también conocido como Raki) el padre del cielo, provocando a su vez que la waka se transforme en una isla y los cuatro hermanos en las cordilleras que hay en su cima.
En prosa, las dos islas principales de Nueva Zelanda se llaman: la isla Norte y la isla Sur. Los mapas, los títulos, las tablas y las expresiones adjetivas utilizan Isla Sur sin «la».

## Geografía

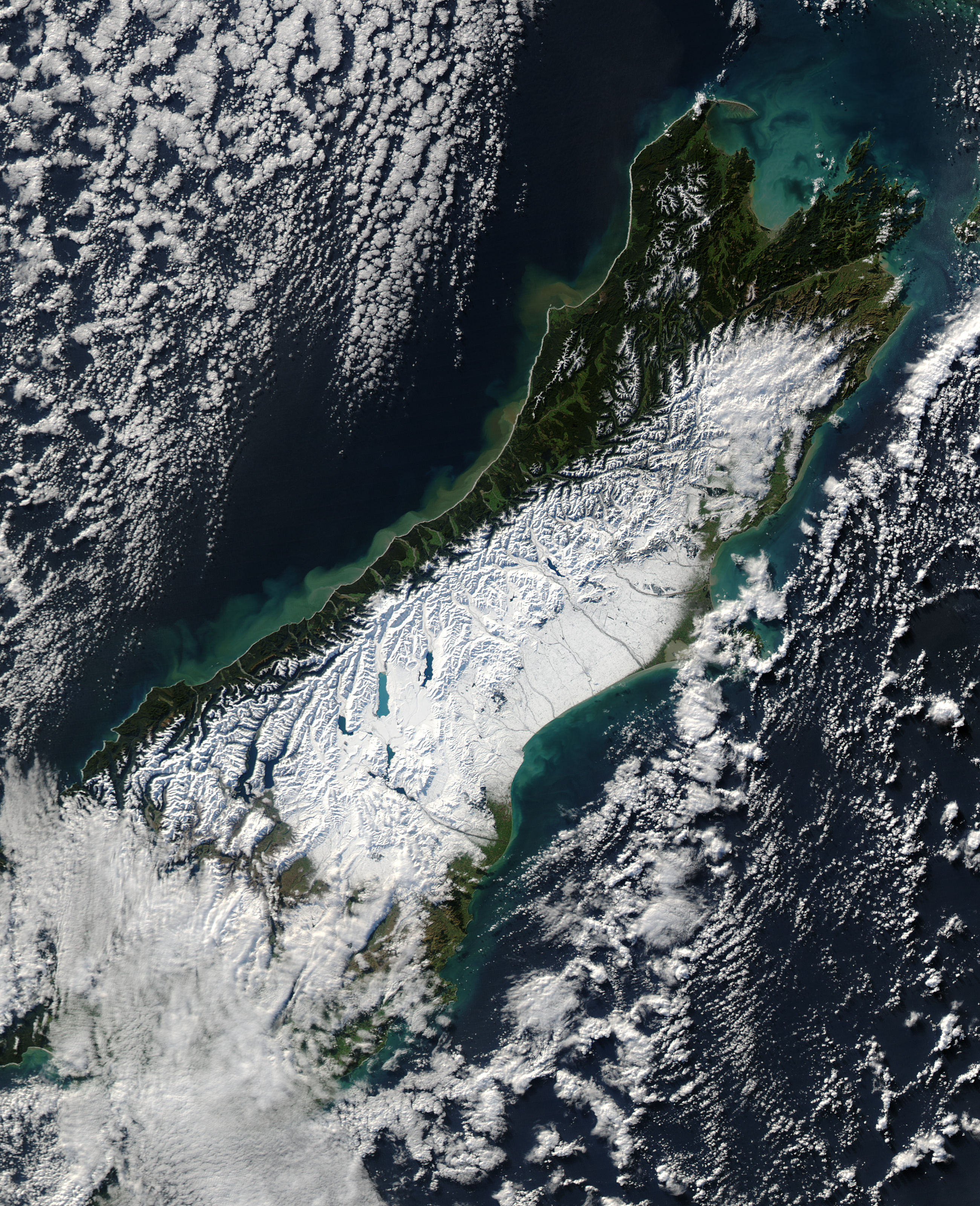
Una imagen en color real de la Isla Sur, después de que una poderosa tormenta de invierno barriera Nueva Zelanda el 12 de junio de 2006.

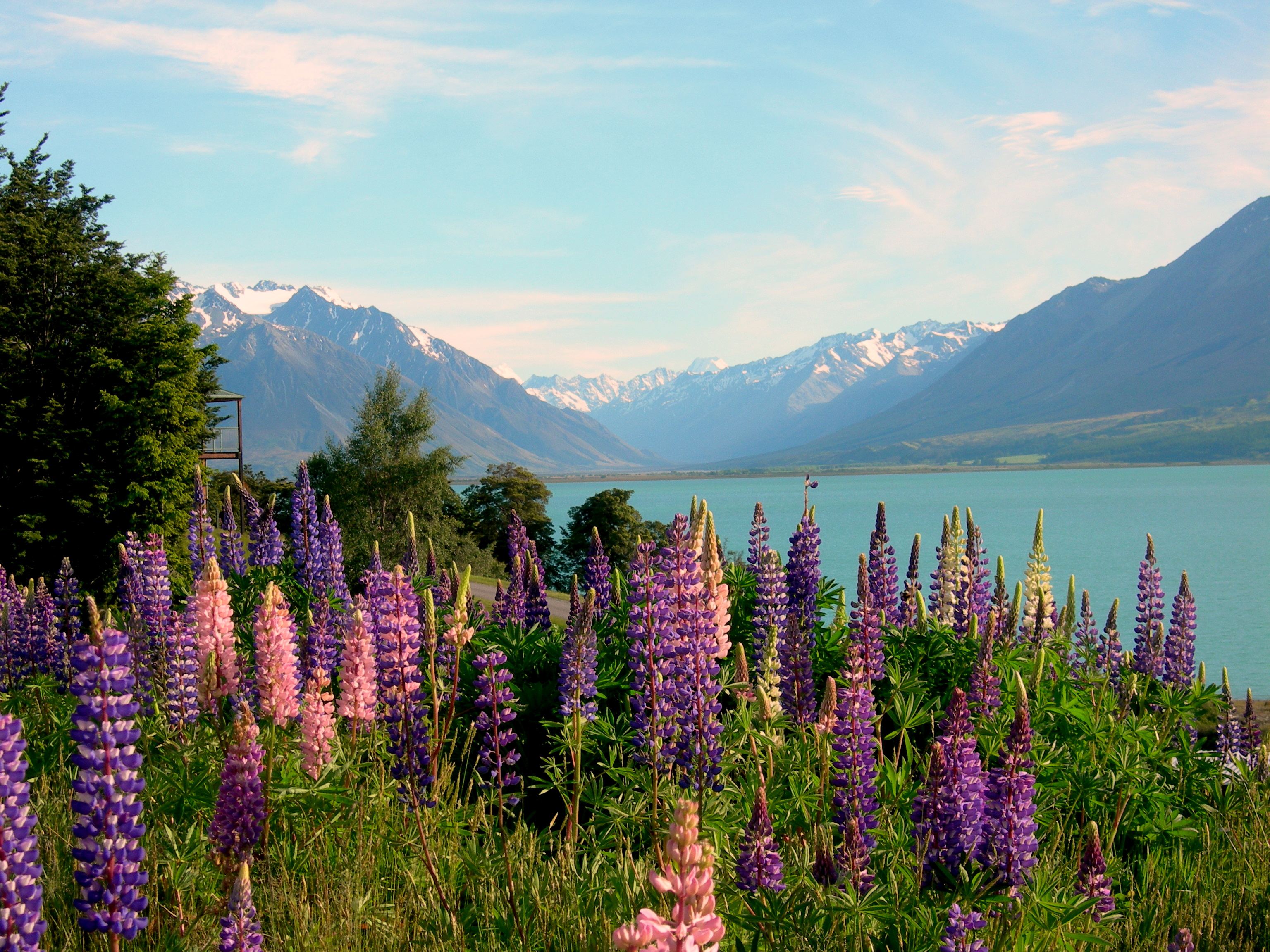
Lage Ōhau

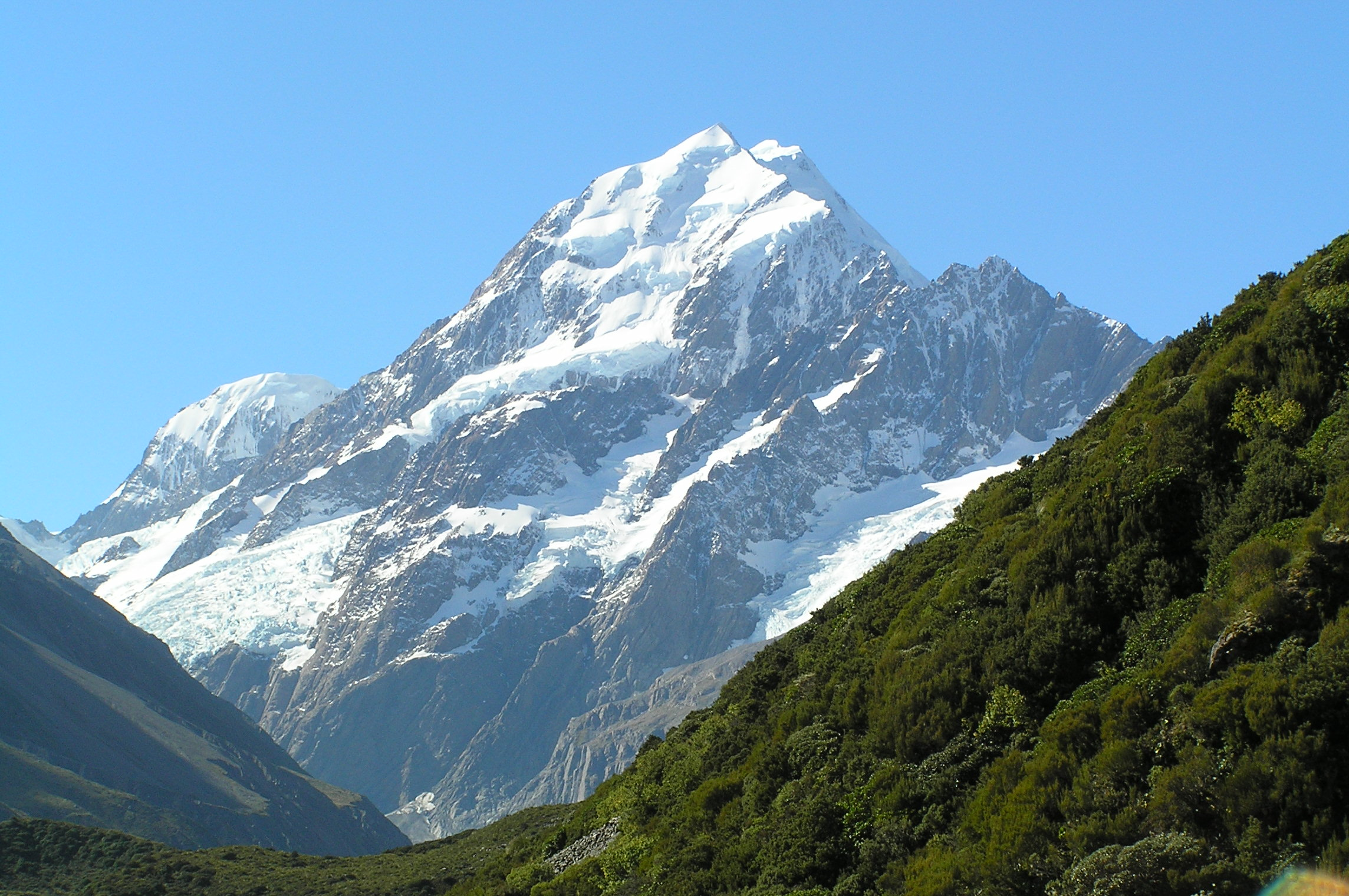
El monte Cook es la montaña más alta de Nueva Zelanda.

La Isla Sur, con una superficie de 150437 km², es la mayor masa terrestre de Nueva Zelanda; en ella vive aproximadamente una cuarta parte de la población neozelandesa y es la 12.ª isla más grande del mundo. Está dividida a lo largo por los Alpes del Sur, cuyo pico más alto es el monte Cook con 3724 metros (4072,6 yd), lo que la convierte en la 9.ª isla más alta, con la prominente cordillera Kaikōura al noreste. Se yerguen dieciocho picos de más de 3000 metros de altitud. En el lado levantino de la isla se encuentran las llanuras de Canterbury, mientras que la costa ponentina es famosa por sus costas agrestes, como Fiordland, una proporción muy elevada de arbustos autóctonos, y los glaciares Fox y Franz Josef.
El dramático paisaje de la Isla del Sur la ha convertido en un lugar popular para la producción de varias películas, como La trilogía de El Señor de los Anillos y Las Crónicas de Narnia: El León, la Bruja y el Armario. Se encuentra en latitudes similares a las de Tasmania (una isla al sur de Australia) y partes de la Patagonia en Sudamérica.

### Geología
El 4 de septiembre de 2010, la Isla del Sur fue sacudida por un terremoto de 7,1 magnitud, que causó grandes daños, varios cortes de electricidad y muchos informes de réplicas. Cinco meses y medio más tarde, el 22 de febrero Sismo de Christchurch de magnitud 6,3 causó muchos más daños en Christchurch, con el resultado de 181 muertos. Este terremoto se produjo alrededor de la hora del almuerzo y se centró más cerca de Lyttelton, y a menor profundidad que el terremoto anterior, por lo que causó grandes daños.

### Clima
El clima de la Isla del Sur es mayoritariamente templado; la temperatura media insular es de 8 grados Celsius (46,4 °F). Enero y febrero son los meses más cálidos mientras que julio es el más frío. Las máximas y mínimas históricas son 42,4 °C en Rangiora, Canterbury y -21,6 °C en Ophir, Otago.
Las condiciones varían mucho entre las regiones, desde las extremadamente húmedas en la costa Oeste hasta las semiáridas en la cuenca del Mackenzie del interior de Canterbury. La mayoría de las zonas tienen entre 600 mm y 1600 mm de lluvia anual con la mayor cantidad de lluvia a lo largo de la Costa Oeste y la menor en la Costa Este, predominantemente en las Llanuras de Canterbury. Christchurch es la ciudad más seca, recibiendo unos 640 mm de lluvia al año, mientras que Invercargill es la más húmeda, recibiendo unos 1150 mm. Las zonas meridional y el suroccidental de la Isla Sur tienen un clima más fresco y nublado, con unas 1.400-1.600 horas de sol al año; las zonas del norte y el noreste de la Isla Sur son las más soleadas y reciben unas 2.400-2.500 horas.

### Accidentes geográficos naturales

#### Fiordos

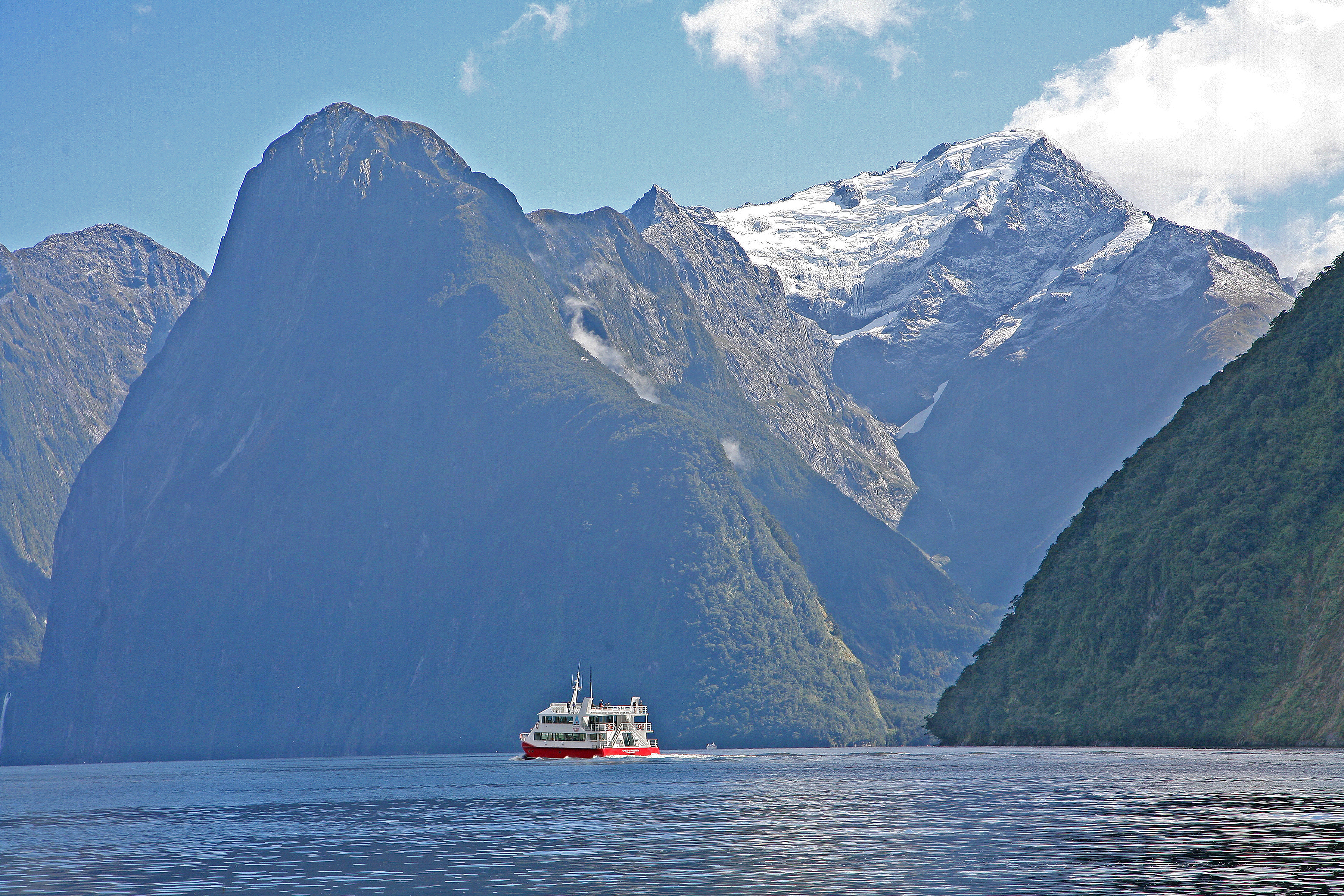
Vista típica de Milford Sound / Piopiotahi.

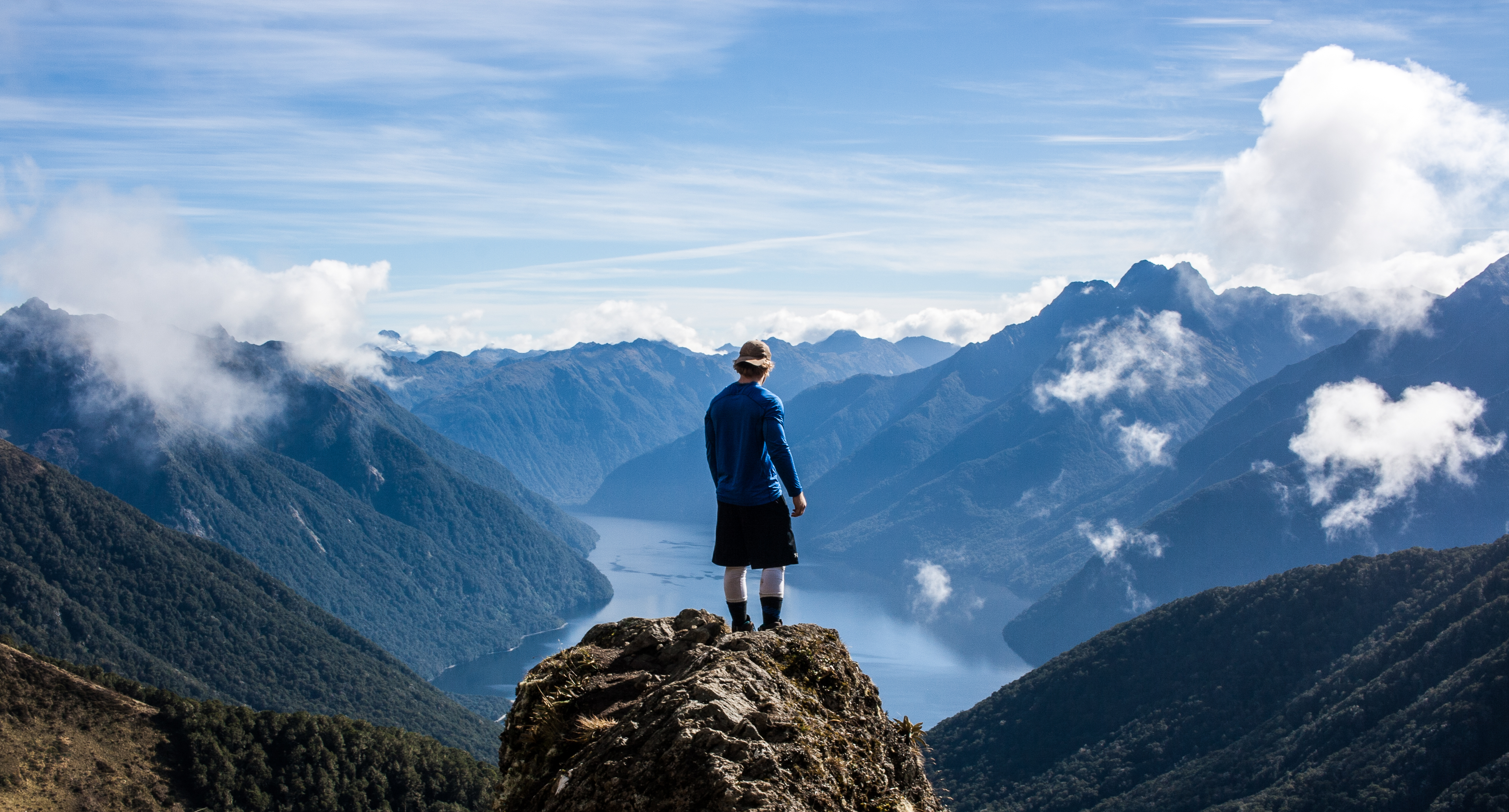
Parque nacional Fiordland.

La Isla del Sur cuenta con 15 fiordos marítimos con nombre, todos ellos situados en el suroeste de la isla, en una zona montañosa conocida como Fiordland. En Nueva Zelanda se utiliza la grafía «fiord» en lugar de «fjord», aunque todos los fiordos marítimos utilizan en su lugar la palabra sound o seno.
Varios lagos de las regiones de Fiordland y Otago también llenan los valles glaciares. El lago Te Anau tiene tres brazos occidentales que son fiordos (y se llaman así). El lago McKerrow / Whakatipu Waitai al norte de Milford Sound / Piopiotahi, es un fiordo con la boca sedimentada. El lago Wakatipu llena un gran valle glaciar, al igual que los lagos Hakapoua, Poteriteri, Monowai y Hauroko en el extremo meridional de Fiordland. El lago Manapouri tiene fiordos como brazos oeste, norte y sur.
Los Marlborough Sounds, una serie de profundas hendiduras en la costa del extremo septentrional de la Isla del Sur, son en realidad rías, valles fluviales ahogados.

#### Glaciares

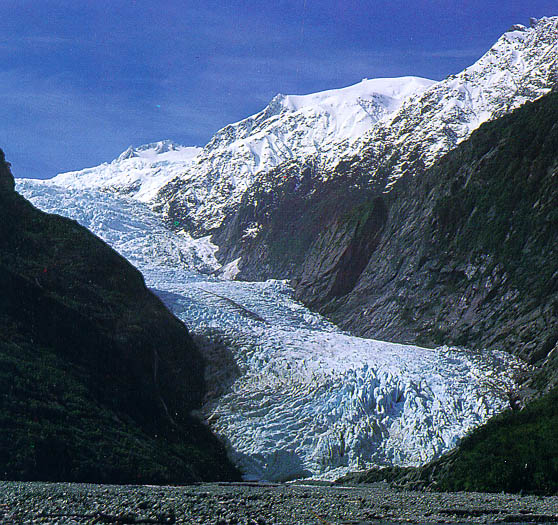
Glaciar Franz Josef.

La mayoría de los glaciares de Nueva Zelanda se encuentran en la Isla Sur. Por lo general, se encuentran en los Alpes del Sur, cerca de la divisoria principal.
Un inventario de los glaciares de la Isla Sur durante la década de 1980 indicó que había unos 3.155 glaciares con una superficie de al menos 1 hectárea (2,5 acre). Alrededor de una sexta parte de estos glaciares cubrían más de 10 hectáreas. Entre ellos se encuentran los glaciares Fox y Franz Josef en la costa oeste, y los glaciares Haupapa / Tasman, Hooker, Mueller y Murchison en el este.

#### Lagos

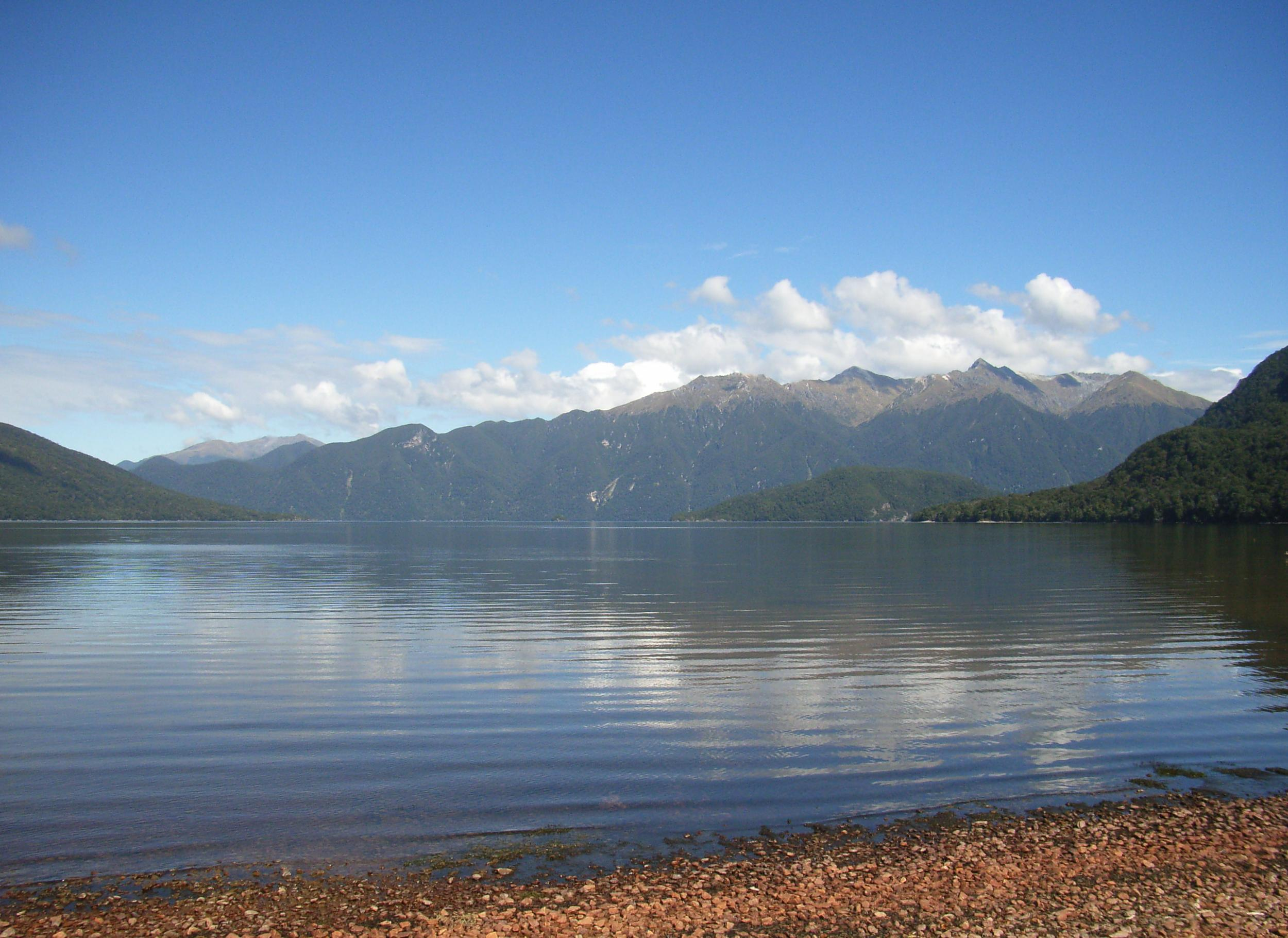
Lago Hauroko

En Nueva Zelanda hay unos 3.820 lagos con una superficie superior a una hectárea. Gran parte de las zonas altas insulanas estuvieron cubiertas de hielo durante el periodo glaciar de los últimos dos millones de años. El avance de los glaciares erosionó grandes valles de lados escarpados, y a menudo arrastró montones de morrena (rocas y tierra) que actuaban como diques naturales. Cuando los glaciares se retiraron, dejaron cuencas que ahora están llenas de lagos. El nivel de la mayoría de los lagos glaciares en las partes altas de los ríos Waitaki y Clutha / Mata-Au se controla para la generación de electricidad. Los embalses hidroeléctricos son habituales en South Canterbury y Central Otago, el mayor de los cuales es el lago Benmore, en el río Waitaki.
La Isla Sur cuenta con 8 de los 10 lagos más grandes de Nueva Zelanda. Se formaron por glaciares e incluyen el lago Wakatipu, el lago Tekapo y el lago Manapouri. El más profundo (462 m) es el Lago Hauroko, en el oeste de Southland. Es el decimosexto lago más profundo del mundo. Hace millones de años, Central Otago tenía un enorme lago, el Lago Manuherikia. Se llenó lentamente de lodo, y se han encontrado fósiles de peces y cocodrilos en él.

#### Volcanes

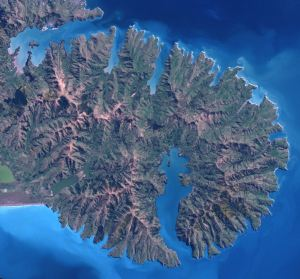
Península de Banks es aproximadamente circular, con muchas bahías y dos puertos profundos.

Hay cuatro volcanes extintos en la Isla Sur, todos ellos situados en la costa este.
La península de Banks constituye el más destacado de estos elementos volcánicos. Geológicamente, la península está formada por los restos erosionados de dos grandes volcanes de escudo (primero se formó el Lyttelton y luego el Akaroa). Estos se formaron debido al vulcanismo intraplaca hace entre once y ocho millones de años (Mioceno) en una corteza continental. La península se formó en forma de islas mar adentro, con volcanes que alcanzan unos 1.500 metros sobre el nivel del mar. Dos cráteres dominantes formaron los puertos de Lyttelton / Whakaraupō y Akaroa.
Las llanuras de Canterbury se formaron a partir de la erosión de los Alpes del Sur (una extensa y alta cadena montañosa causada por el encuentro de la Placa Indoaustraliana y la Placa del Pacífico) y de los abanicos aluviales creados por grandes ríos trenzados. Estas llanuras alcanzan su punto más ancho donde se encuentran con la subregión montañosa de la península de Banks. Una capa de loess, un limo fino bastante inestable depositado por los vientos féanos que azotan las llanuras, cubre los flancos norte y oeste de la península. La parte del borde del cráter situada entre el puerto de Lyttelton / Whakaraupō y la ciudad de Christchurch forma las Port Hills.
El puerto de Otago se formó a partir de los restos ahogados de un gigantesco volcán en escudo, centrado cerca de lo que hoy es la ciudad de Port Chalmers. Los restos de este violento origen pueden verse en el basalto de las colinas circundantes. La última fase eruptiva terminó hace unos diez millones de años, dejando el prominente pico del monte Cargill.
Timaru se construyó sobre colinas onduladas creadas a partir de los flujos de lava del extinto monte Horrible, que entró en erupción por última vez hace muchos miles de años.

## Incidentes
El 19 de noviembre de 2010 quedaron atrapados 29 mineros a más de 1500 m bajo tierra después de una explosión de metano (principal componente del conocido gas grisú) que colapsó el túnel en la mina de Atarau en la isla Sur. Días más tarde otra nueva explosión hizo que se desvaneciera toda esperanza de encontrarles con vida.

## Provincias históricas de la Isla Sur
- Nelson
- Otago
- Canterbury (Isla Sur)
- Marlborough
- Westland
- Southland

## Ciudades
Entre las ciudades principales que se encuentran en esta isla están las siguientes: 
- Christchurch
- Dunedin
- Invercargill
- Greymouth
- Nelson
- Queenstown
- Westport
- Arrowtown

## Lagos principales
- Te Anau
- Wakatipu
- Wanaka
- Manapouri
- Mapourika
- Hawea